# Levallois Metropolitans
Levallois Metropolitans (bis 2016 Paris-Levallois Basket) ist ein französischer Basketballverein aus Paris.

## Geschichte
Der Klub entstand durch die Fusion der Vereine Paris Basket Racing aus Paris und Levallois Sporting Club Basket aus Levallois-Perret.
Die erste Saison in der höchsten französischen Basketball-Liga Ligue Nationale de Basket Pro A endete für Paris-Levallois Basket mit dem Abstieg in die zweite Liga Pro B. Das erklärte Ziel des direkten Wiederaufstiegs konnte der Verein erreichen. In der Saison 2009/10 erreichte der Klub erstmals als Siebtplatzierter die Play-offs, scheiterte dort jedoch in der 1. Runde an Le Mans Sarthe Basket. Im Jahr darauf konnte man die Leistung des Vorjahres nicht bestätigen und entging dem zweiten Abstieg nur knapp. In der Saison 2011/12 steigerte sich die Mannschaft wieder und erreichte als Sechstplatzierter erneut die Play-offs, wo es gegen Orléans Loiret Basket aber zum Erstrunden-Aus kam.
2012/13 nahm der Verein erstmals an einem Europapokal teil, der EuroChallenge. Dort überstand man die beiden Gruppenphasen und scheiterte erst im Viertelfinale.
Mit Beginn der Saison 2016/17 änderte der Club seinen Namen von Paris-Levallois in Levallois Metropolitans.

## Halle
Seit der Gründung 2007 trägt der Verein seine Heimspiele abwechselnd in den beiden Hallen der jeweiligen Stammvereine aus.